# LGBT práva ve Středoafrické republice

Duhová mapa Středoafrické republiky

Lesby, gayové, bisexuálové a transsexuálové se ve Středoafrické republice mohou setkat s právními problémy, s nimiž se nehomosexuální populace nesetkává. Mužská i ženská homosexuální aktivita je zde však na rozdíl od většiny afrických států legální.
Středoafrická republika rovněž také podepsala Deklaraci spojených národů podporující LGBT práva.

## Legální stejnopohlavní sexuální styk
Stejnopohlavní sexuální aktivita je zde legální.
I přesto však Ministerstvo zahraničí Spojených států amerických shledává, že:
| „ | Trestní zákoník částečně stejnopohlavní aktivitu trestá. Veřejné projevy lásky mezi osobami stejného pohlaví jsou v zemi trestným činem, za nějž se ukládá trest odnětí svobody v délce trvání 6 měsíců až dvou let, případně pokutou v rozsahu 150 až 600 tisíc středoafrických franků (300 AŽ 1 200 USD). Pokud jeden z účastníků je nezletilý, zletilé osobě lze udělit trest odnětí svobody v délce trvání dvou až pěti let nebo pokutu v rozsahu 100 až 800 tisíc středoafrických franků. Nicméně podle údajů z r. 2012 nejsou známy případy trestního stíhání a odsouzení na základě tohoto zákona. | “ |
| — | |   |

## Stejnopohlavní soužití
Neexistuje žádný právní institut, který by upravoval soužití stejnopohlavních párů.

## Adopce dětí
V souladu s údaji z webových stránek francouzské vlády, jednotlivec nebo manželský pár může osvojit dítě. Na stránkách není žádná zmínka o tom, že by sexuální orientace jednotlivce z adopčního procesu vyřazovala.

## Životní podmínky
Zpráva Ministerstva zahraniční Spojených států amerických z roku 2012 shledává, že:
| „ | Zatímco je v zemi běžná diskriminace založená na sexuální orientaci, nejsou zde žádné zprávy o tom, že by vláda gay a lesby nějak perzekvovala. Nicméně, předsudky a diskriminace proti LGBT lidem je ve zdejší společnosti silně zakotvená a mnoho zdejších občanů považuje homosexualitu za výdobytek západní civilizace. Nejsou zde známy žádné organizace zastupující a chránící práva LGBT lidí. | “ |
| — | |   |

## Přehled situace LGBT osob ve Středoafrické republice
| Legální stejnopohlavní styk                                          | (Nikdy nebyl trestán) |
| Stejný věk legální způsobilosti k pohlavnímu styku pro obě orientace | (Odjakživá stejný)    |
| Anti-diskriminační legislativa ohledně projevů nenávisti a násilí    | No                    |
| Anti-diskriminační zákony v zaměstnání                               | No                    |
| Anti-diskriminační zákony v přístupu ke zboží a službám              | No                    |
| Stejnopohlavní manželství                                            | No                    |
| Jiná forma stejnopohlavního soužití                                  | No                    |
| Adopce dítěte partnera                                               | No                    |
| Společná adopce stejnopohlavními páry                                | No                    |
| Gayové a lesby mohou otevřeně sloužit v armádě                       |                       |
| Možnost změny pohlaví                                                |                       |
| Přístup k umělému oplodnění pro lesbické ženy                        | No                    |
| Náhradní mateřství pro gay páry                                      | No                    |